# Eleição municipal de Vitória da Conquista em 2016
A eleição municipal da cidade brasileira de Vitória da Conquista em 2016 ocorreu em 2 de outubro para eleger um prefeito, um vice-prefeito e 21 vereadores para a administração municipal. O prefeito titular, Guilherme Menezes, do PT, não poderia disputar a reeleição. Em 30 de outubro de 2016, a disputa pelo cargo de prefeito da cidade foi para o segundo turno, vencido por Herzem Gusmão, do PMDB.

## Legislação eleitoral
As convenções partidárias para a escolha dos candidatos deverão ocorrer entre 20 de julho e 5 de agosto.
A propaganda eleitoral gratuita do primeiro turno começou a ser exibida em 26 de agosto e terminou em 29 de setembro. A propaganda eleitoral gratuita do segundo turno começou a ser exibida em 12 de outubro e terminou em 28 de outubro.
Segundo a lei eleitoral em vigor, o sistema de dois turnos - caso o candidato mais votado recebesse menos de 50% +1 dos votos - está disponível apenas em cidades com mais de 200 mil eleitores, como é o caso do município de Vitória da Conquista. Nas cidades onde houver segundo turno, a propaganda eleitoral gratuita voltará a ser exibida em 15 de outubro e terminará em 28 de outubro.

## Candidatos
| N° | Prefeito  | Prefeito                                 | Prefeito | Prefeito                                                                                            | Vice-prefeito (a) | Vice-prefeito (a) | Vice-prefeito (a)                              | Vice-prefeito (a) | Vice-prefeito (a)                                           | Coligação Partido(s)                                       | Tempo de Horário Eleitoral                    | Ref.        |
| N° | Candidato | Candidato                                | Partido  | Cargos relevantes                                                                                   | Candidato(a)      | Candidato(a)      | Candidato(a)                                   | Partido           | Cargos relevantes                                           | Coligação Partido(s)                                       | Tempo de Horário Eleitoral                    | Ref.        |
| -- | --------- | ---------------------------------------- | -------- | --------------------------------------------------------------------------------------------------- | ----------------- | ----------------- | ---------------------------------------------- | ----------------- | ----------------------------------------------------------- | ---------------------------------------------------------- | --------------------------------------------- | ----------- |
| 12 |           | Roberto Dias Roberto Dias da Silva       | PDT      | |                   |                   | Fabiane Santos Fabiane Santos Santana          | PDT               |                                                             | Coragem e Independência (PDT, PRTB, PHS, PTC e PTdoB)      | 39s                                           | [ 4 ]       |
| 13 |           | Zé Raimundo José Raimundo Fontes         | PT       | - Vice-prefeito de Vitória da Conquista (2001-2002); - Prefeito de Vitória da Conquista (2002-2008) |                   |                   | Sidélia Porto Sidélia Reis Porto               | PSD               |                                                             | Conquista Quer Mais (PT, PSD, PP, PSL e PR)                | 3min15s (Primeiro turno) 8min (Segundo turno) | [ 4 ]       |
| 15 |           | Herzem Gusmão Herzem Gusmão Pereira      | PMDB     | - Deputado Estadual pela Bahia (2015-2016)                                                          |                   |                   | Irma Lemos Irma Lemos dos Santos Andrade       | PTB               | - Vereadora de Vitória da Conquista (2001-2009) (2013-2016) | Uma Conquista Melhor (PMDB, PTB, PRB, PSC, PMB, PPL e PPS) | 2min34s (Primeiro turno) 8min (Segundo turno) | [ 4 ]       |
| 40 |           | Joás Meira Joás Meira Cardoso            | PSB      | - Vice-prefeito de Vitória da Conquista (2013-2016)                                                 |                   |                   | Gidelson Felício Gidelson Felício de Jesus     | PSB               |                                                             | Partido Isolado                                            | 44s                                           | [ 4 ]       |
| 45 |           | Arlindo Rebouças Arlindo Santos Rebouças | PSDB     | |                   |                   | Marcelo Melo Marcelo de Melo Silva             | DEM               |                                                             | Mudança de Verdade (PSDB, DEM, Solidariedade e PEN)        | 1min46s                                       | [ 4 ]       |
| 50 |           | Enoque Matos Enoque Alves de Matos       | PSOL     | |                   |                   | Caio Coêlho Caio Coêlho de Oliveira            | REDE              |                                                             | Transparência e Participação Popular (PSOL e REDE)         | 18s                                           | [ 4 ] [ 5 ] |
| 65 |           | Fabrício Falcão Jean Fabrício Falcão     | PCdoB    | - Vereador de Vitória da Conquista (2005-2011) - Deputado Estadual pela Bahia (2011-2016)           |                   |                   | Edigar Mão Branca Edigar Evangelista dos Anjos | PV                | - Deputado Federal pela Bahia (2007-2010)                   | Mudança com Responsabilidade (PCdoB, PV, PTN e PROS)       | 40s                                           | [ 4 ]       |

## Debates e entrevistas

### 1.º Turno
| Data       | Organizador(es) do debate | Roberto Dias (PDT) | Zé Raiumundo (PT) | Herzem Gusmão (PMDB) | Joás Meira (PSB) | Arlindo Rebouças (PSDB) | Enoque Matos (PSOL) | Fabrício Falcão (PCdoB) |
| ---------- | ------------------------- | ------------------ | ----------------- | -------------------- | ---------------- | ----------------------- | ------------------- | ----------------------- |
| 29/09/2016 | TV Sudoeste, G1           | Presente           | Presente          | Presente             | Presente         | Presente                | Não convidado       | Presente                |

| Veículo da entrevista | Roberto Dias (PDT) | Zé Raiumundo (PT) | Herzem Gusmão (PMDB) | Joás Meira (PSB) | Arlindo Rebouças (PSDB) | Enoque Matos (PSOL) | Fabrício Falcão (PCdoB) |
| --------------------- | ------------------ | ----------------- | -------------------- | ---------------- | ----------------------- | ------------------- | ----------------------- |
| TV UESB, UESB FM      | 13/09/2016         | 14/09/2016        | 09/09/2016           | 10/09/2016       | 05/09/2016              | 06/09/2016          | 08/12/2016              |
| TV Sudoeste, G1       | 22/09/2016         | 19/09/2016        | 21/09/2016           | 21/09/2016       | 19/09/2016              | 20/09/2016          | 20/09/2016              |

### 2.º Turno
| Data       | Organizador(es) do debate | Herzem Gusmão (PMDB) | Zé Raiumundo (PT) |
| ---------- | ------------------------- | -------------------- | ----------------- |
| 28/10/2016 | TV Sudoeste, G1           | Presente             | Presente          |

| Veículo da entrevista | Herzem Gusmão (PMDB) | Zé Raiumundo (PT) |
| --------------------- | -------------------- | ----------------- |
| TV Sudoeste, G1       | 24/10/2016           | 25/10/2016        |

## Resultados
A campanha majoritária não foi finalizada em primeiro turno, um novo ocorreu no fim de outubro entre os dois mais votados. Herzem Gusmão, do PMDB, foi eleito no segundo turno para ser o novo prefeito de Vitória da Conquista.
| Candidato               | Vice                   | 1.º turno 2 de outubro de 2016 | 1.º turno 2 de outubro de 2016 | 2.º turno 30 de outubro de 2016 | 2.º turno 30 de outubro de 2016 |
| Candidato               | Vice                   | Total                          | %                              | Total                           | %                               |
| ----------------------- | ---------------------- | ------------------------------ | ------------------------------ | ------------------------------- | ------------------------------- |
| Herzem Gusmão (PMDB)    | Irma Lemos (PTB)       | 78.455                         | 47,82%                         | 95.710                          | 57,58%                          |
| Zé Raimundo (PT)        | Sidélia Porto (PSD)    | 51.989                         | 31,69%                         | 70.513                          | 42,42%                          |
| Arlindo Rebouças (PSDB) | Marcelo Melo (DEM)     | 12.423                         | 7,57%                          | Não Participaram                | Não Participaram                |
| Fabrício Falcão (PCdoB) | Mão Branca (PV)        | 11.502                         | 7,01%                          | Não Participaram                | Não Participaram                |
| Joás Meira (PSB)        | Gidelson Felício (PSB) | 8.966                          | 5,46%                          | Não Participaram                | Não Participaram                |
| Enoque Matos (PSOL)     | Caio Coêlho (REDE)     | 734                            | 0,45%                          | Não Participaram                | Não Participaram                |
| Roberto Dias (PDT)      | Fabiane Santos (PDT)   | 1.975                          | 0%                             | Não Participaram                | Não Participaram                |
| Total de votos válidos  | Total de votos válidos | 164.069                        | 89.77%                         | 166.223                         | 93,31%                          |
| → Votos em branco       | → Votos em branco      | 5.111                          | 2,80%                          | 3.402                           | 1,91%                           |
| → Votos nulos           | → Votos nulos          | 13.592                         | 7,44%                          | 8.516                           | 4,78%                           |
| Total                   | Total                  | 182.772                        |                                | 178.141                         |                                 |
| Abstenções              | Abstenções             | 47.826                         | 20,74%                         | 52.457                          | 22,75%                          |
| Total de inscritos      | Total de inscritos     | 230.598                        | 100%                           | 230.598                         | 100%                            |

## Câmara de Vereadores

### Resultado
Os eleitos para a Câmara Municipal de Vitória da Conquista, a fim de que exerçam o mandato de 2017 a 2020, foram:
| Vereadores eleitos em Vitória da Conquista em 2016 | Vereadores eleitos em Vitória da Conquista em 2016 | Vereadores eleitos em Vitória da Conquista em 2016 | Vereadores eleitos em Vitória da Conquista em 2016 | Vereadores eleitos em Vitória da Conquista em 2016 | Vereadores eleitos em Vitória da Conquista em 2016 | Vereadores eleitos em Vitória da Conquista em 2016 |
| Candidato(a)                                       | Partido                                            | N.º Eleitoral                                      | Coligação                                          | Votos                                              | %                                                  | Origem                                             |
| -------------------------------------------------- | -------------------------------------------------- | -------------------------------------------------- | -------------------------------------------------- | -------------------------------------------------- | -------------------------------------------------- | -------------------------------------------------- |
| Lúcia Rocha                                        | DEM                                                | 25888                                              | A Mudança Que Queremos                             | 3.784                                              | 2,29%                                              | Aquidabã, SE                                       |
| Gilmar Ferraz                                      | PMDB                                               | 15140                                              | Renovar É Preciso                                  | 2.285                                              | 1,71%                                              | Vitória da Conquista, BA                           |
| Fernando Jacaré                                    | PT                                                 | 13111                                              | Partido Isolado                                    | 2.756                                              | 1,67%                                              | Poções, BA                                         |
| Luciano Gomes                                      | PR                                                 | 22222                                              | Conquista Para Continuar Vencendo                  | 2.613                                              | 1,58%                                              | Vitória da Conquista, BA                           |
| Luís Carlos Dudé                                   | PTB                                                | 14111                                              | Avança Conquista                                   | 2.554                                              | 1,53%                                              | Vitória da Conquista, BA                           |
| Álvaro Pithon                                      | DEM                                                | 25123                                              | A Mudança Que Queremos                             | 2.463                                              | 1,49%                                              | Vitória da Conquista, BA                           |
| Cícero Custódio                                    | PSL                                                | 17888                                              | Conquista Para Continuar Vencendo                  | 2.439                                              | 1,48%                                              | Vitória da Conquista, BA                           |
| Danilo Kiribamba                                   | PCdoB                                              | 65100                                              | Conquista Pode Mais                                | 2.327                                              | 1,41%                                              | Vitória da Conquista, BA                           |
| Sidney Oliveira                                    | PRB                                                | 10123                                              | Avança Conquista                                   | 2.161                                              | 1,31%                                              | São Paulo, SP                                      |
| Nildma                                             | PCdoB                                              | 65333                                              | Conquista Pode Mais                                | 2.127                                              | 1,29%                                              | Itapetinga, BA                                     |
| Valdemir                                           | PT                                                 | 13100                                              | Partido Isolado                                    | 2.086                                              | 1,26%                                              | Vitória da Conquista, BA                           |
| Adinilson                                          | PSB                                                | 40789                                              | Partido Isolado                                    | 1.892                                              | 1,15%                                              | Itapetinga, BA                                     |
| Rodrigo Moreira                                    | PP                                                 | 11000                                              | A Mudança Que O Povo Quer                          | 1.892                                              | 1,15%                                              | Vitória da Conquista, BA                           |
| Osmario                                            | PMDB                                               | 15666                                              | Renovar É Preciso                                  | 1.874                                              | 1,13%                                              | Vitória da Conquista, BA                           |
| Professor Cori                                     | PT                                                 | 13113                                              | Partido Isolado                                    | 1.819                                              | 1,10%                                              | Salvador, BA                                       |
| Viviane                                            | PT                                                 | 13300                                              | Partido Isolado                                    | 1.755                                              | 1,06%                                              | São Paulo, SP                                      |
| Bibia - Edjaime Rosa                               | PMDB                                               | 15555                                              | Renovar É Preciso                                  | 1.613                                              | 0,98%                                              | Vitória da Conquista, BA                           |
| Dênis do Gás                                       | PSC                                                | 20022                                              | Partido Isolado                                    | 1.483                                              | 0,90%                                              | Boa Nova, BA                                       |
| Jorge Bezerra                                      | Solidariedade                                      | 77988                                              | A Verdadeira Mudança                               | 1.351                                              | 0,82%                                              | Piancó, PB                                         |
| Hermínio Oliveira                                  | PPS                                                | 23123                                              | Partido Isolado                                    | 1.341                                              | 0,81%                                              | Vitória da Conquista, BA                           |
| David Salomão                                      | PTC                                                | 36190                                              | Coragem e Independência                            | 969                                                | 0,59%                                              | Alagoinhas, BA                                     |

| Coligação                         | Partidos                   | Assentos | Vereador Mais Votado          | Campo        |
| --------------------------------- | -------------------------- | -------- | ----------------------------- | ------------ |
| Renovar É Preciso                 | PMDB, PMB                  | 3        | Gilmar Ferraz (PMDB)          | Governo      |
| A Mudança Que Queremos            | PSDB, DEM                  | 2        | Lúcia Rocha (DEM)             | Oposição     |
| Conquista Para Continuar Vencendo | PSL, PR                    | 2        | Luciano Gomes (PR)            | Oposição     |
| Conquista Pode Mais               | PCdoB, PROS                | 2        | Danilo Kiribamba (PCdoB)      | Oposição     |
| Coragem e Independência           | PDT, PRTB, PHS, PTC, PTdoB | 1        | David Salomão (PTC)           | Oposição     |
| A Verdadeira Mudança              | PEN, Solidariedade         | 1        | Jorge Bezerra (Solidariedade) | Oposição     |
| A Mudança Que O Povo Quer         | PP, PSD                    | 1        | Rodrigo Moreira (PP)          | Oposição     |
| Avança Conquista                  | PRB, PTB, PSDC, PPL        | 2        | Luís Carlos Dudé (PTB)        | Governo      |
| Partidos Isolados                 | PT                         | 4        | Fernando Jacaré               | Oposição     |
| Partidos Isolados                 | PSC                        | 1        | Dênis do Gás                  | Independente |
| Partidos Isolados                 | PPS                        | 1        | Hermínio Oliveira             | Independente |
| Partidos Isolados                 | PSB                        | 1        | Adinilson                     | Independente |